# 阿尔巴诺·佩拉
阿尔巴诺·佩拉（義大利語：Albano Pera，1950年2月13日—），意大利男子射击运动员。他曾代表意大利参加1988年和1996年夏季奥林匹克运动会射击比赛，其中1996年奥运会获得一枚银牌。